# Jann Wenner
Jann Simon Wenner (Nueva York; 7 de enero de 1946) es un empresario de medios estadounidense, cofundador y director de la revista musical Rolling Stone, así como también fue dueño de las revistas Men's Journal y Us Weekly.

## Biografía
Los padres de Jann Wenner se divorciaron en 1958, y él con sus hermanas, Kate y Merlyn, fueron enviados a vivir a un internado. Él se graduó de secundaria en la Chadwick School en 1964 y posteriormente ingresó a la Universidad de California en Berkeley. Luego de salir de Berkeley en 1966, Wenner fue miembro del Free Speech Movement y producía la columna "Something's Happening" ("Algo Está Sucediendo") en el periódico estudiantil, The Daily Californian.
En 1967, Wenner fundó la revista Rolling Stone en San Francisco junto a su mentor, el crítico de jazz del San Francisco Chronicle, Ralph J. Gleason. Para poder iniciar la publicación, Wenner consiguió 7500 dólares entre sus familiares y la familia de su futura esposa, Jane Schindelheim.
Desde la fundación de la revista Rolling Stone, Wenner fungió como director editorial hasta el año 2018 cuando oficialmente se anunciaría su retiro de la administración de la revista.

## Industria de medios
En 1977, Rolling Stone trasladó su base de operaciones de San Francisco a Nueva York. La circulación de la revista declinó brevemente entre fines de los años 1970 e inicios de los años 1980, debido a la lentitud en cubrir el surgimiento del punk rock, y nuevamente en la década de 1990 la circulación disminuyó, cuando perdió terreno ante las revistas Spin y Blender al cubrir el hip-hop.
Con un gran ojo para el talento, Wenner hizo que despegaran las carreras como escritores de Hunter S. Thompson, Joe Klein, Cameron Crowe, y Joe Eszterhas. Wenner también descubrió a la fotógrafa Annie Leibovitz cuando era una estudiante de 21 años en el San Francisco Art Institute.
Wenner también ha realizado numerosas entrevistas para la revista, las famosas Rolling Stone Interviews. Entre los personajes que ha entrevistado se cuentan a John Lennon, Bill Clinton, John Kerry, Bob Dylan, entre otros.
Wenner fundó la revista Outside en 1977; William Randolph Hearst III y Jack Ford trabajaron para la revista. También dirigió por un breve período la revista Look y en 1993 inició la revista Family Life.
En 2006, la circulación de Rolling Stone obtuvo un máximo histórico de 1,5 millones de ejemplares vendidos. En mayo de 2006, Rolling Stone publicó su edición número 1.000.
En septiembre de 2017, Wenner Media anunció la venta del 51 % de las acciones de su participación en la revista Rolling Stone a Penkse Media, en una cantidad que rondó los 80 millones de dólares.

## Vida personal
Posterior a la fundación de la revista Rolling Stone, en el verano de 1967, Jann Wenner y Jane Schindelheim contrajeron matrimonio en una ceremonia judía.
Wenner se separaría de Schindelheim en 1995, tras hacer público su homosexualidad. Desde entonces, su pareja es Matt Nye, un diseñador de modas.

### Publicación de biografías
En 2017 se publica el libro Sticky Fingers, biografía no autorizada de Jann Wenner escrita por Joe Hagan. En esta publicación se narran varios detalles de la vida personal y profesional de Jenner, destacando su papel en el movimiento contracultural que desempeñó el Rock and roll en la década de 1960 hasta sus relaciones personales con diversos músicos y colaboradores de la revista Rolling Stone, como Anne Leibovitz. Críticos literarios han expresado que la figura de Jenner en esta biografía se traduce como una persona ególatra, abusiva y narcisista.
Joe Hagan, el autor de esta biografía, había sido contratado en un principio por Wenner para escribir esta biografía, pero éste decidió despedirlo y ha rechazado la veracidad y libertad con la que Hagan escribió sobre du vida.
En 2002, Jann Wenner publicaría su biografía oficial Like a Rolling Stone.

### Entrevista polémica y destitución del Salón de la Fama de Rock
El 15 de septiembre de 2023 se publica en el New York Time una entrevista realizada a Jann Wenner por David Marchese, en el marco de la publicación del nuevo libro The Masters, en el cual Jenner escribe sobre siete músicos que él considera emblemáticos de la música rock del siglo XX, estos músicos son: Bono, Bob Dylan, Jerry García, Mick Jagger, John Lennon, Pete Townshend y Bruce Springsteen.
En la entrevista, Marchese inquiere a Wenner sobre la falta de mujeres y personas afrodescendientes en la elección de los músicos influyentes de la época a visibilizar, tales como Janis Joplin, Stevie Nicks, Stevie Wonder, entre otros. A lo que Wenner respondió con comentarios sobre la falta de articulación y de genio creativo que algunas de estas figuras representaban en comparación a los músicos de su elección.
Estas declaraciones significaron diversas críticas al considerar sus comentario como racistas y misóginos. Posterior a la publicación de la entrevista, Wenner se disculparía por sus declaraciones, sin embargo sería destituido de la junta directiva del Salón de la Fama del Rock & Roll.